# サターン国際映画賞
サターン国際映画賞（サターンこくさいえいがしょう、Saturn Award for Best International Film）は、サターン賞の部門の一つ。アカデミー賞における国際長編映画賞に当たり、1979年の第7回サターン賞で「外国語映画賞(Best Foreign Film)」として創設され、1980年の第8回サターン賞で「国際映画賞(Best International Film)」に改名された。1982年以降は受賞作品は発表されていなかったが、2006年から再び受賞作品を発表するようになった。

## 受賞結果

### 1970年代（外国語映画賞）
| 年度           | 作品名                                | 選出国                  | 言語                         |
| -------------- | ------------------------------------- | ----------------------- | ---------------------------- |
| 1979年 (第7回) | アデラ/ニック・カーター、プラハの対決 | チェコスロバキア        | チェコ語                     |
| 1979年 (第7回) | サイレントフルート                    | アメリカ合衆国          | 英語                         |
| 1979年 (第7回) | ノスフェラトゥ                        | 西ドイツ フランス       | 英語、ドイツ語、ルーマニア語 |
| 1979年 (第7回) | パトリック                            | オーストラリア          | 英語                         |
| 1979年 (第7回) | スタークラッシュ                      | アメリカ合衆国 イタリア | 英語                         |
| 1979年 (第7回) | 宇宙からのメッセージ                  | 日本                    | 日本語                       |

### 1980年代
| 年度           | 作品名                      | 選出国                         | 言語     |
| -------------- | --------------------------- | ------------------------------ | -------- |
| 1980年 (第8回) | スキャナーズ                | カナダ                         | 英語     |
| 1980年 (第8回) | ルパン三世 カリオストロの城 | 日本                           | 日本語   |
| 1980年 (第8回) | チェンジリング              | カナダ アメリカ合衆国          | 英語     |
| 1980年 (第8回) | ハーレクィン                | オーストラリア                 | 英語     |
| 1980年 (第8回) | テラー・トレイン            | カナダ アメリカ合衆国          | 英語     |
| 1981 (第9回)   | 人類創世                    | フランス カナダ アメリカ合衆国 | 芸術言語 |
| 1981 (第9回)   | Full Circle                 | カナダ イギリス                | 英語     |
| 1981 (第9回)   | ロードゲーム                | オーストラリア                 | 英語     |
| 1981 (第9回)   | バンデットQ                 | イギリス                       | 英語     |
| 1981 (第9回)   | 呪われた森                  | アメリカ合衆国 イギリス        | 英語     |
| 1982 (第10回)  | マッドマックス2             | オーストラリア                 | 英語     |
| 1982 (第10回)  | チェーン・リアクション      | オーストラリア                 | 英語     |
| 1982 (第10回)  | 処刑教室                    | カナダ                         | 英語     |
| 1982 (第10回)  | ゴースト・イン・京都        | アメリカ合衆国 日本            | 英語     |
| 1982 (第10回)  | 新マニアック                | アメリカ合衆国                 | 英語     |

### 2000年代
| 年度            | 作品名                            | 選出国                   | 言語                  |
| --------------- | --------------------------------- | ------------------------ | --------------------- |
| 2006年 (第33回) | パンズ・ラビリンス                | メキシコ                 | スペイン語            |
| 2006年 (第33回) | アポカリプト                      | アメリカ合衆国           | スペイン語            |
| 2006年 (第33回) | 王妃の紋章                        | 中国                     | 中国語                |
| 2006年 (第33回) | SPIRIT                            | 中国                     | 中国語                |
| 2006年 (第33回) | グエムル-漢江の怪物-              | 韓国                     | 韓国語                |
| 2006年 (第33回) | 硫黄島からの手紙                  | アメリカ合衆国           | 日本語                |
| 2007年 (第34回) | イースタン・プロミス              | カナダ イギリス          | 英語                  |
| 2007年 (第34回) | ブラックブック                    | オランダ                 | オランダ語,、ドイツ語 |
| 2007年 (第34回) | デイ・ウォッチ                    | ロシア                   | ロシア語              |
| 2007年 (第34回) | 宮廷画家ゴヤは見た                | スペイン アメリカ合衆国  | 英語                  |
| 2007年 (第34回) | 永遠のこどもたち                  | スペイン メキシコ        | スペイン語            |
| 2007年 (第34回) | スルース                          | イギリス                 | 英語                  |
| 2008年 (第35回) | ぼくのエリ 200歳の少女            | スウェーデン             | スウェーデン語        |
| 2008年 (第35回) | バンク・ジョブ                    | イギリス                 | 英語                  |
| 2008年 (第35回) | ドラゴン・キングダム              | アメリカ合衆国 中国      | 英語 中国語           |
| 2008年 (第35回) | ヒットマンズ・レクイエム          | イギリス                 | 英語                  |
| 2008年 (第35回) | スラムドッグ$ミリオネア           | イギリス インド          | ヒンディー語 英語     |
| 2008年 (第35回) | 暴走特急 シベリアン・エクスプレス | アメリカ合衆国           | 英語                  |
| 2009年 (第36回) | 第9地区                           | 南アフリカ共和国         | 英語                  |
| 2009年 (第36回) | Dr.パルナサスの鏡                 | イギリス カナダ フランス | 英語                  |
| 2009年 (第36回) | ロルナの祈り                      | ベルギー                 | フランス語            |
| 2009年 (第36回) | レッドクリフ                      | 中国                     | 官話                  |
| 2009年 (第36回) | 96時間                            | フランス                 | 英語                  |
| 2009年 (第36回) | 渇き                              | 韓国                     | 韓国語                |

### 2010年代
| 年度                   | 作品名                                          | 選出国                                                 | 言語                                                       |
| ---------------------- | ----------------------------------------------- | ------------------------------------------------------ | ---------------------------------------------------------- |
| 2010年 (第37回)        | モンスターズ/地球外生命体                       | イギリス                                               | 英語                                                       |
| 2010年 (第37回)        | センチュリオン                                  | イギリス                                               | 英語                                                       |
| 2010年 (第37回)        | ミレニアム ドラゴン・タトゥーの女               | スウェーデン                                           | スウェーデン語                                             |
| 2010年 (第37回)        | メトロポリス                                    | ドイツ                                                 | ドイツ語                                                   |
| 2010年 (第37回)        | 母なる証明                                      | 韓国                                                   | 韓国語                                                     |
| 2010年 (第37回)        | レア・エクスポーツ〜囚われのサンタクロース〜    | フィンランド                                           | フィンランド語 英語                                        |
| 2011年 (第38回)        | 私が、生きる肌                                  | スペイン                                               | スペイン語                                                 |
| 2011年 (第38回)        | アタック・ザ・ブロック                          | イギリス                                               | 英語                                                       |
| 2011年 (第38回)        | ラルゴ・ウィンチ 宿命と逆襲                     | フランス ベルギー                                      | フランス語                                                 |
| 2011年 (第38回)        | メランコリア                                    | デンマーク · フランス                                  | 英語                                                       |
| 2011年 (第38回)        | この愛のために撃て                              | フランス                                               | フランス語                                                 |
| 2011年 (第38回)        | トロール・ハンター                              | ノルウェー                                             | ノルウェー語                                               |
| 2012年 (第39回)        | ヘッドハンター                                  | ノルウェー                                             | ノルウェー語、デンマーク語、スウェーデン語、ロシア語、英語 |
| 2012年 (第39回)        | アンナ・カレーニナ                              | イギリス                                               | 英語                                                       |
| 2012年 (第39回)        | チキンとプラム 〜あるバイオリン弾き、最後の夢〜 | フランス ドイツ ベルギー                               | フランス語                                                 |
| 2012年 (第39回)        | The Fairy                                       | ベルギー フランス                                      | フランス語                                                 |
| 2012年 (第39回)        | マイウェイ 12,000キロの真実                     | 韓国                                                   | 韓国語、日本語、ロシア語、ドイツ語、中国語、英語           |
| 2012年 (第39回)        | プッシャー                                      | イギリス                                               | 英語                                                       |
| 2013年 (第40回)        | オオカミは嘘をつく                              | イスラエル                                             | ヘブライ語                                                 |
| 2013年 (第40回)        | ブランカニエベス                                | スペイン                                               | 台詞なし (インタータイトル：スペイン語)                    |
| 2013年 (第40回)        | シージャック                                    | デンマーク                                             | デンマーク語                                               |
| 2013年 (第40回)        | わたしは生きていける                            | イギリス                                               | 英語                                                       |
| 2013年 (第40回)        | イノセント・ガーデン                            | アメリカ合衆国 イギリス                                | 英語                                                       |
| 2013年 (第40回)        | ワールズ・エンド 酔っぱらいが世界を救う!        | イギリス                                               | 英語                                                       |
| 2014年 (第41回)        | 博士と彼女のセオリー                            | イギリス                                               | 英語                                                       |
| 2014年 (第41回)        | バードピープル                                  | フランス                                               | フランス語、英語                                           |
| 2014年 (第41回)        | ある神父の希望と絶望の7日間                     | アイルランド イギリス                                  | 英語                                                       |
| 2014年 (第41回)        | フレンチアルプスで起きたこと                    | スウェーデン · フランス · ノルウェー                   | スウェーデン語、英語、フランス語、ノルウェー語             |
| 2014年 (第41回)        | ムード・インディゴ うたかたの日々               | フランス ベルギー                                      | フランス語                                                 |
| 2014年 (第41回)        | レイルウェイ 運命の旅路                         | イギリス オーストラリア                                | 英語                                                       |
| 2015年 (第42回)        | ターボキッド                                    | カナダ ニュージーランド                                | 英語                                                       |
| 2015年 (第42回)        | グッドナイト・マミー                            | オーストリア                                           | ドイツ語                                                   |
| 2015年 (第42回)        | 100歳の華麗なる冒険                             | スウェーデン                                           | スウェーデン語                                             |
| 2015年 (第42回)        | 顔のないヒトラーたち                            | ドイツ                                                 | ドイツ語                                                   |
| 2015年 (第42回)        | レジェンド 狂気の美学                           | イギリス                                               | 英語                                                       |
| 2015年 (第42回)        | THE WAVE/ザ・ウェイブ                           | ノルウェー                                             | ノルウェー語                                               |
| 2016年 (第43回)        | お嬢さん                                        | 韓国                                                   | 韓国語                                                     |
| 2016年 (第43回)        | エル ELLE                                       | フランス ドイツ                                        | フランス語                                                 |
| 2016年 (第43回)        | ファイティング・ダディ 怒りの除雪車             | ノルウェー                                             | ノルウェー語                                               |
| 2016年 (第43回)        | 人魚姫                                          | 中国 香港                                              | 中国語                                                     |
| 2016年 (第43回)        | シン・ゴジラ                                    | 日本                                                   | 日本語                                                     |
| 2016年 (第43回)        | アンダー・ザ・シャドウ 影の魔物                 | カタール ヨルダン イギリス                             | ペルシア語                                                 |
| 2017年 (第44回)        | バーフバリ 王の凱旋                             | インド                                                 | テルグ語、タミル語                                         |
| 2017年 (第44回)        | ブリムストーン                                  | オランダ · フランス · ドイツ · スウェーデン · イギリス | 英語                                                       |
| 2017年 (第44回)        | ダーケスト・ウォーター                          | アイルランド                                           | 英語                                                       |
| 2017年 (第44回)        | Merry Christmas! 〜ロンドンに奇跡を起こした男〜 | アイルランド カナダ                                    | 英語                                                       |
| 2017年 (第44回)        | ザ・スクエア 思いやりの聖域                     | スウェーデン · ドイツ · フランス · デンマーク          | スウェーデン語、英語、デンマーク語                         |
| 2017年 (第44回)        | 戦狼 ウルフ・オブ・ウォー                       | 中国                                                   | 中国語、英語                                               |
| 2018年 (第45回)        | バーニング 劇場版                               | 韓国                                                   | 韓国語                                                     |
| 2018年 (第45回)        | ANIARA アニアーラ                               | スウェーデン · デンマーク                              | スウェーデン語、デンマーク語                               |
| 2018年 (第45回)        | ボーダー 二つの世界                             | スウェーデン                                           | スウェーデン語                                             |
| 2018年 (第45回)        | ゴースト・ストーリーズ 英国幽霊奇談             | イギリス                                               | 英語                                                       |
| 2018年 (第45回)        | THE GUILTY/ギルティ                             | デンマーク                                             | デンマーク語                                               |
| 2018年 (第45回)        | SHADOW/影武者                                   | 中国                                                   | 中国語                                                     |
| 2019年/2020年 (第46回) | パラサイト 半地下の家族                         | 韓国                                                   | 韓国語                                                     |
| 2019年/2020年 (第46回) | ジョジョ・ラビット                              | アメリカ合衆国 · ニュージーランド · チェコ             | 英語                                                       |
| 2019年/2020年 (第46回) | ナイチンゲール                                  | オーストラリア                                         | 英語、アイルランド語、パラワ・カニ                         |
| 2019年/2020年 (第46回) | オフィシャル・シークレット                      | アメリカ合衆国 イギリス                                | 英語                                                       |
| 2019年/2020年 (第46回) | スプートニク                                    | ロシア                                                 | ロシア語                                                   |
| 2019年/2020年 (第46回) | ホイッスラーズ 誓いの口笛                       | ルーマニア · フランス · ドイツ                         | ルーマニア語、英語、、シルボ、スペイン語                   |

### 2020年代
| 年度                                  | 作品名               | 選出国          | 言語                  |
| ------------------------------------- | -------------------- | --------------- | --------------------- |
| 2021年/2022年 (50周年記念)            |                      |                 |                       |
| RRR                                   | インド               | テルグ語        |                       |
| ダウントン・アビー/新たなる時代へ     | イギリス             | 英語            |                       |
| Eiffel                                | フランス             | フランス語      |                       |
| アイム・ユア・マン 恋人はアンドロイド | ドイツ               | ドイツ語        |                       |
| ライダーズ・オブ・ジャスティス        | デンマーク           | デンマーク語    |                       |
| サイレント・ナイト                    | イギリス             | 英語            |                       |
| 2022年/2023年 (第51回)                | SISU/シス 不死身の男 | フィンランド    | フィンランド語        |
| 2022年/2023年 (第51回)                | Madeleine Collins    | フランス        | フランス語            |
| 2022年/2023年 (第51回)                | The Missing          | タイ フィリピン | イロカノ語 タガログ語 |
| 2022年/2023年 (第51回)                | The Origin of Evil   | フランス カナダ | フランス語            |
| 2022年/2023年 (第51回)                | Ransomed             | 韓国            | 韓国語                |
| 2022年/2023年 (第51回)                | 胸騒ぎ               | デンマーク      | デンマーク語          |
| 2023年/2024年 (第52回)                | ゴジラ-1.0           | 日本            | 日本語                |
| 2023年/2024年 (第52回)                | 動物界               | フランス        | フランス語            |
| 2023年/2024年 (第52回)                | Kill                 | インド          | ヒンディー語          |
| 2023年/2024年 (第52回)                | モンキーマン         | カナダ インド   | 英語 ヒンディー語     |
| 2023年/2024年 (第52回)                | Oddity               | アイルランド    | 英語                  |
| 2023年/2024年 (第52回)                | 雪山の絆             | スペイン        | スペイン語            |